# Nomad (studio)
Nomad Inc. (jap. 有限会社ノーマッド Yūgen-gaisha Nōmaddo) – japońskie studio animacji z siedzibą w tokijskiej dzielnicy Suginami, założone w lipcu 2003 roku.

## Produkcje

### Seriale telewizyjne
- Rozen Maiden (2004)[2]
- Rozen Maiden: Träumend (2005–2006)[3]
- Rozen Maiden: Ouvertüre (2006)[4]
- Hime-sama goyōjin (2006)[5]
- Chocotto Sister (2006)[6]
- Sola (2007)[7]
- Kyōran kazoku nikki (2008)[8]
- Yozakura Quartet (2008)[9]
- Yoku wakaru gendai mahō (2009)[10]
- Kämpfer (2009)[11]
- Oretachi ni tsubasa wa nai (2011)[12]
- Kämpfer für die Liebe (2011)[13]
- Kitakubu katsudō kiroku (2013)[14]
- Futari wa Milky Holmes (2013, we współpracy z J.C.Staff)[15]
- Tantei Kageki Milky Holmes TD (2015, we współpracy z J.C.Staff)[16]
- Venus Project: Climax (2015)[17]
- Jashin-chan Dropkick (2018–2022)[18]
- Bungō Stray Dogs Wan! (2021, we współpracy z Bones)[19]
- Koi to yobu ni wa kimochi warui (2021)[20]
- Alice Gear Aegis Expansion (2023)[21]
- Giji Harem (2024)[22]

### OVA/ONA
- Ichigo 100% (2005, odcinki 1–3)
- Sola (2007)
- Kaitō tenshi Twin Angel (2008)
- T.P. Sakura - Time Paladin Sakura - Jikū bōeisen (2011)
- Oretachi ni tsubasa wa nai (2011)
- Jashin-chan Dropkick (2019)
- Alice Gear Aegis: Doki! Actress darake no Mermaid Grand Prix (2021)[23]